# Retrat d'una dama (miniatura)
Hom sol incloure aquest Retrat d'una Dama (miniatura), en el migrat corpus de retrats femenins d'El Greco, tot i que la seva autoria no sigui unànimement reconeguda. Harold Wethey la numera amb el codi X-204 en el seu catàleg raonat d'obres d'El Greco.

## Anàlisi de l'obra
No està signada; Oli sobre paper; 58 x 43 mm.; Col·lecció privada.
Tant el fet d'ésser una miniatura, com el suport sobre paper són insòlits dins el corpus pictòric d'El Greco. Tanmateix, Francisco Javier Sánchez Cantón la identifica amb Doña Jerónima de las Cuevas, l'ùnica amant coneguda i la possible esposa d'El Greco. José Camón Aznar recolza l'autenticitat d'aquesta obra, i Josep Gudiol remarca la notable semblança amb l'esguard del Retrat d'una dama abillada amb ermini.